# Kiltgang
Der Kiltgang war ein heimliches Stelldichein und nächtlicher Besuch eines jungen Burschen bei einem Mädchen. Diese besondere Art der Brautwerbung war in weiten Teilen Mittel- und Nordeuropas bekannt; insbesondere aus dem alpinen und voralpinen Raum sind vielfältige Formen und Bezeichnungen – etwa Fensterln – belegt.

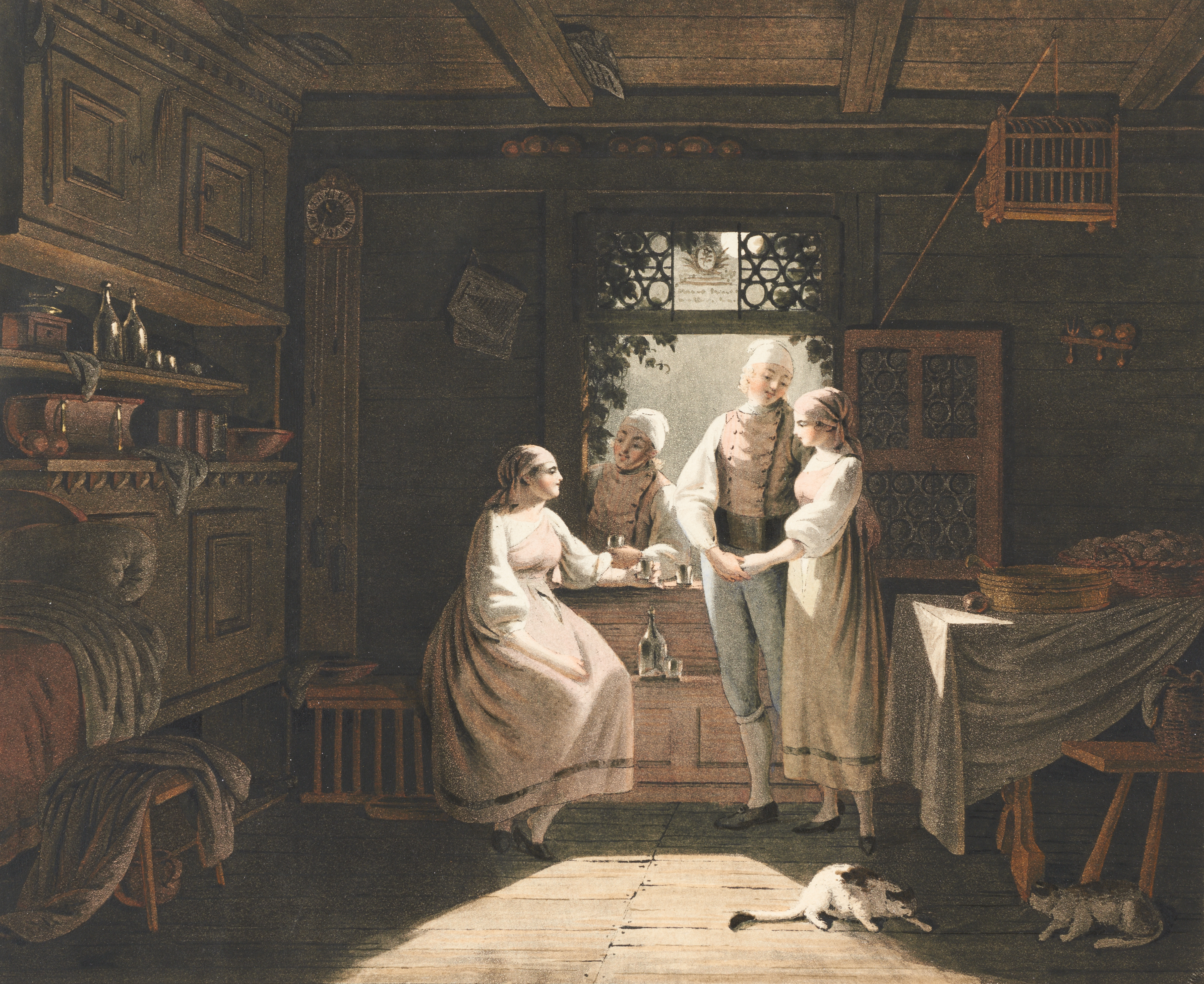
Franz Niklaus König, Der Kiltgang, vor 1801

Das Wort Kilt geht auf das germanische kwelda- zurück, das die Zeit des Sonnenuntergangs bezeichnete. Die Tätigkeit des Kiltgangs wurde auch mit dem Verbum kilten und der Bursche als Kilter bezeichnet.
Obwohl von der reformierten Kirche bekämpft, erfreute sich der Kiltgang, bei dem es gelegentlich auch zum Geschlechtsverkehr kam, großer Beliebtheit. Voreheliche Schwangerschaften gaben den Verlobten die im bäuerlichen Umfeld kaum überschätzbare Gewissheit, dass sie Kinder bekommen konnten, und wurden deshalb relativ nachsichtig behandelt. Freilich riskierten die Frauen damit auch die Schande einer nichtehelichen Geburt.
Der Maler, Lithograf und Radierer Franz Niklaus König (1765–1835) schrieb 1814 über den Kiltgang:
Der Kiltgang (nächtlicher Besuch der Burschen bei den Mädchen) ist eine eingewurzelte und unvertilgbare Sitte im Canton Bern. Die Jünglinge besuchen nämlich die Mädchen Nachts, bald einzeln, bald in Gesellschaft. Der Weg geht durchs Fenster; vorher aber werden Zärtlichkeitsreden gehalten, die meist drollig genug sind; und auf diese folgt eine Art Capitulation. Endlich auf dem Gade (obere Stube) angelangt, werden sie von den Mädchen mit Kirschwasser – erfrischt. Alles weitere geht dann (wie man sagt) in der grössten Zucht und Ehrbarkeit zu! Ich mag das gerne glauben, obschon mir's nicht in den Kopf will: wie ein rüstiger Aelpler zum platonisieren kommen soll? und ob er blos dafür einen rauhen Bergweg von drey bis vier Stunden, oft bey Regen und Wind, machen würde, wie es manchmal der Fall ist. Zu dem gibt es oft Symptome, die nicht weniger als platonisch aussehen und zum Glücke meistens nach der Kirche führen.
Eine literarische Verarbeitung findet der Kiltgang im so genannten Kiltlied.